# KoalaPainter
KoalaPainter war Mitte der 1980er ein Grafikprogramm für diverse 8-Bit-Heimcomputer. Auf dem Apple II war es auch unter dem Namen KoalaPaint und auf PC-Systemen unter dem Namen PC Design bekannt. Es wurde von Koala Technologies unter dem Softwarelabel KoalaWare in Kombination mit dem ca. 10 cm × 10 cm großen Grafiktablett KoalaPad vertrieben und war seinerzeit sehr beliebt.

## Bedienung
Das Programm kann über das mitgelieferte KoalaPad unter Verwendung des beigefügten Stiftes oder mit den Fingern bedient werden. Das KoalaPad kann somit als Vorgänger heutiger Touchpads betrachtet werden. Daneben ist auch die Steuerung mittels Joystick oder Maus möglich.

## Funktionsumfang
Die C64-Version des Programms läuft im sogenannten Multicolor-Modus, wodurch es über 16 Farben und eine Auflösung von 160 × 200 Pixel verfügt. Mittels grobem Dithering kann zudem der Eindruck einer höheren Farbtiefe erzeugt werden. Die Software besitzt eine Auswahlfunktion für rechteckige Bereiche und bietet in diesem Zusammenhang die Möglichkeit für einfaches Copy & Paste. An Zeichenwerkzeugen stehen verschiedene Pinsel, ein Radiergummi, eine Füllfunktion, eine Freihandfunktion sowie diverse Linien-, Rechteck- und Kreisfunktionen zur Verfügung. Eine besondere Fähigkeit für ein Programm dieser Zeit stellt die Möglichkeit dar, zwischen zwei bildschirmfüllenden Grafiken hin- und herzuschalten. Dadurch können zwei Bilder miteinander verglichen oder Bildteile mittels Copy & Paste untereinander ausgetauscht werden. Daneben bietet die Software eine Zoom-Funktion für pixelgenaue Bearbeitung sowie eine Undo-Funktion („Oops“), welche jedoch nur die Rücknahme der letzten Aktion gestattet.

## Dateiformat

Typbezeichner einer KoalaPainter-Datei im CBM-ASCII-Zeichensatz

Das C64-Dateiformat der KoalaPainter-Grafiken besitzt eine konstante Größe von 10003 Bytes. Der Dateiname besteht aus 15 Zeichen, wovon die ersten fünf als Typbezeichner dienen und stets der Bytefolge 81hex 50hex 49hex 43hex 20hex entsprechen.
| KoalaPainter C64-Dateiformat (Größe 10003 Byte) | KoalaPainter C64-Dateiformat (Größe 10003 Byte) | KoalaPainter C64-Dateiformat (Größe 10003 Byte) | KoalaPainter C64-Dateiformat (Größe 10003 Byte) |
| Offset (Byte)                                   | Offset (Byte)                                   | Größe                                           | Inhalt                                          |
| Dez                                             | Hex                                             | Größe                                           | Inhalt                                          |
| ----------------------------------------------- | ----------------------------------------------- | ----------------------------------------------- | ----------------------------------------------- |
| 0                                               | 0                                               | 2 Byte                                          | Ladeadresse: 6000hex = 24576dez                 |
| 2                                               | 2                                               | 8000 Byte                                       | Bitmap-Daten                                    |
| 8002                                            | 1F42                                            | 1000 Byte                                       | Bildschirmspeicher                              |
| 9002                                            | 232A                                            | 1000 Byte                                       | Farb-RAM                                        |
| 10002                                           | 2712                                            | 1 Byte                                          | Hintergrundfarbe                                |